# Nacionalismo hindú

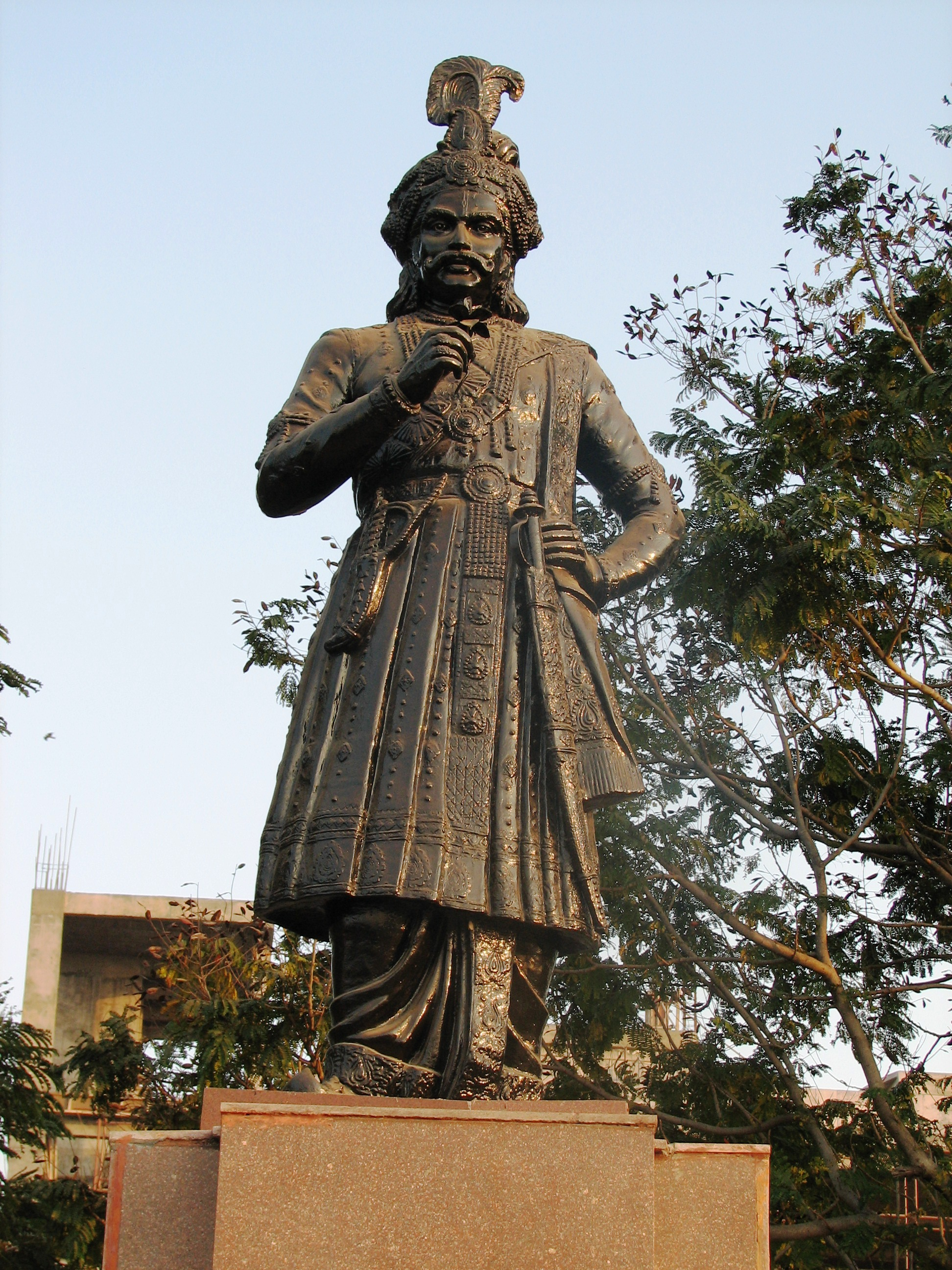
Emperador Krishnadevaraya, uno de los grandes emperadores hindúes que fue llamado "Hinduraya Suratrana".

El nacionalismo hindú se ha referido colectivamente a las expresiones de pensamiento social y político, basado en las tradiciones nativas espirituales y culturales de India y Nepal. Algunos académicos han argumentado que el término 'nacionalismo hindú' que remite al concepto de Hindu Rashtra es una traducción simplista y es mejor descrito por el término 'organización política hindú'.
Los torrentes de pensamiento nativo adquirieron gran relevancia en la historia india cuando ayudaron a formar una identidad distintiva para la organización política india y proveyeron una base para cuestionar el colonialismo. Inspiraron los movimientos de independencia frente al dominio británico basado en la lucha armada, la política coercitiva y resistencia no violenta. También influyeron en movimientos de reforma social y en el pensamiento económico en India.
En India, el término 'nacionalismo' no tiene las connotaciones negativas que posee en los círculos intelectuales occidentales de orientación posmarxista. Por el contrario, el término es celebrado por su asociación con el movimiento de independencia del colonialismo británico y el establecimiento de una democracia.

## Historia
El término 'hinduismo' deriva de una palabra persa que se refiere al río Sindhu (o Indo) al noroeste de India; 'hindu' fue usado por primera vez en el siglo XIV por árabes, persas y afganos para describir a los pueblos de la región. El uso de la palabra 'hindu' para describir la organización política nativa de India ha sido hallada en registros históricos de la India medieval. Estos usos muestran que el término 'hindu', hasta principios del siglo XIX, era enfatizado más por el nacimiento que por la religión.
Los gobernantes Sangama del Imperio vijayanagara destacaron entre los gobernantes del sur de India en el siglo XIV; por ello, fueron llamados 'Hinduraya suratana', los mejores entre los gobernantes hindúes. Los gobernantes Sangama estaban en constante conflicto con el sultanato de Bijapur y su uso del término 'hindú' en el título se debió obviamente a marcar una distinción entre ellos como gobernantes nativos frente a los sultanes que eran "percibidos como extranjeros de origen". Algunos historiadores han sostenido que los 'hindúes' no se concebían a sí mismo como una unidad religiosa en ningún sentido, excepto en oposición a los gobiernos extranjeros. Por ejemplo, el trabajo Teulgu de principios del siglo XVII, 'Rayavachakamu', condenaba a los gobernantes musulmanes por ser extranjeros y bárbaros y solo raramente por rasgos específicamente religiosos.
Las otras referencias incluyen la glorificación de héroes Chauhana de Jalor como 'hindúes' por Padmanabha en su poema épico, Kanhadade-prabandha, que compuso en el año 1455. El gobernante rajput Maha Rana Pratap se hizo famoso con el título de 'Hindu-kula-kamala-divakara' por su lucha sin cuartel contra los mongoles. 'Hindavi Swarajya' (autogobierno de nativos) era la descripción otorgada al gobierno de Shivaji, el gobernante más notable del siglo XVII. Se considera que el uso de 'Hindavi' (traducido como 'de hindúes' en maratí) en 'Hindavi Swarajya' significa independencia india más que el gobierno por parte de una secta religiosa o una comunidad.